# NGC 5828
NGC 5828 (ook: NGC 5828B) is een spiraalvormig sterrenstelsel in het sterrenbeeld Ossenhoeder. Het hemelobject werd op 24 juni 1887 ontdekt door de Amerikaanse astronoom Lewis A. Swift.

## Synoniemen
- UGC 9658
- MCG 8-27-51
- ZWG 248.34
- PGC 53618